# Karl Litzmann
Karl Ludwig Wilhelm Hermann Litzmann (Neuglobsow, 22. siječnja 1850. – Neuglobsow, 28. svibnja 1936.) je bio njemački general i vojni zapovjednik. Tijekom Prvog svjetskog rata zapovijedao je 3. gardijskom pješačkom divizijom i XXXX. pričuvnim korpusom na Istočnom i Zapadnom bojištu.

## Vojna karijera
Karl Litzmann rođen je 22. siječnja 1850. u Neuglobsowu. U prusku vojsku stupio je kao dragovoljac služeći u Gardijskoj inženjerijskoj bojnoj u Berlinu. Služeći u Gardijskoj inženjerijskoj bojnoj sudjeluje u Prusko-francuskom ratu u kojem je odlikovan Željeznim križem. Po završetku istoga, od lipnja 1871. služi u 25. pješačkoj pukovniji "von Lützow" smještenoj u Aachenu. U navedenoj pukovniji nalazi se na službi iduće tri godine, do travnja 1874., kada je premješten u 93. pješačku pukovniju. Od listopada 1872. pohađa Prusku vojnu akademiju nakon čega se ponovno vraća na službu u 93. pješačku pukovniju. U travnju 1875. promaknut je u čin poručnika, nakon čega je u svibnju 1876. raspoređen u službu u Glavni stožer. Od ožujka 1880. služi kao pobočnik u 24. pješačkoj brigadi, dok je u srpnju te iste godine unaprijeđen u čin satnika. U ožujku 1881. postaje zapovjednikom satnije u 62. pješačkoj pukovniji u kojoj služi do kolovoza 1883. kada je premješten u Ratnu školu u Metzu gdje je instruktor. Od listopada 1886. ponovno se nalazi na službi u Glavnom stožeru i to do listopada 1887. kada je premješten u stožer 3. pješačke divizije smještene u Stettinu. U međuvremenu je, u ožujku 1887., promaknut u čin bojnika. U travnju 1889. premješten je na službu u stožer V. korpusa sa sjedištem u Posenu, u kojem služi do veljače 1891. od kada ponovno služi u 62. pješačkoj pukovniji gdje zapovijeda bojnom. U lipnju 1892. unaprijeđen je u čin potpukovnika, te imenovan pobočnikom u 15. pješačkoj pukovniji "Prinz Friedrich der Niederlande". Na službi u navedenoj pukovniji nalazi se do siječnja 1894. kada je imenovan u upravu Pruske vojne akademije.
U svibnju 1895. promaknut je u čin pukovnika, dok u rujnu 1896. postaje zapovjednikom 49. pješačke pukovnije. Istom zapovijeda do rujna 1898. kada je unaprijeđen u čin general bojnika, te imenovan najprije privremenim, a od studenog 1898., i stalnim zapovjednikom 74. pješačke brigade. Nakon toga je u lipnju 1899. imenovan glavnim inspektorom landverskih postrojbi, da bi dvije godine poslije, u lipnju 1901., postao najprije privremenim, a potom i stalnim zapovjednikom 39. pješačke divizije sa sjedištem u Colmaru. Istodobno s tim imenovanjem promaknut je u čin general poručnika. U rujnu iduće 1902. godine postaje ravnateljem Pruske vojne akademije na kojoj dužnosti se nalazi do 1. travnja 1905. kada je premješten u pričuvu.

## Prvi svjetski rat
Na početku Prvog svjetskog rata Litzmann je reaktiviran, te imenovan zapovjednikom opskrbe 3. armije koja se nalazila na Zapadnom bojištu, a kojom je zapovijedao Max von Hausen. U listopadu 1914. postaje zapovjednikom 3. gardijske pješačke divizije koja se nalazila na Istočnom bojištu. S navedenom divizijom uspješno sudjeluje u Bitci kod Lodza u kojoj divizija uspješno pruža podršku prilikom proboja obruča njemačkih snaga pod zapovjedništvom Reinharda von Scheffer-Boyadela koje su se našle u okruženju. Za navedeno je odlikovan 29. studenog 1914. ordenom Pour le Mérite, te je dobio nadimak Lav Brzezinyja.
U prosincu 1914. Litzman je promaknut u čin generala pješaštva, te imenovan zapovjednikom novoustrojenog XXXX. pričuvnog korpusa. Zapovijedajući navedenim korpusom sudjeluje u veljači 1915. u Drugoj bitci na Mazurskim jezerima. Te iste godine sudjeluje i u ofenzivi Gorlice-Tarnow tijekom koje jedinice XXXX. korpusa zauzimaju tvrđavu Kovno. Nakon zauzimanja Kovna Litzmannov korpus nastavlja napredovanje do rijeke Njemen, te sredinom rujna zauzima Vilnu. U ožujku 1916. jedinice Litzmanovog korpusa sudjeluju u Bitci na Naročkom jezeru u kojoj se nalaze na desnom krilu 10. armije.
Litzmann je sa XXXX. pričuvnim korpusom u prosincu 1916. premješten na Zapadno bojište gdje je korpus razmješten u pokrajinu Artois. Na Zapadnom bojištu Litzmann se nalazi do srpnja 1917. kada je sa XXXX. pričuvnim korpusom ponovno premješten na Istočno bojište na kojem Litzmann postaje zapovjednikom Armijske grupe Litzmann koja je formirana oko XXXX. pričuvnog korpusa. Zapovijedajući navedenom armijskom grupom sudjeluje u zaustavljanju Kerenskijeve ofenzive.
U siječnju 1918. Litzmann je sa XXXX. pričuvnim korpusom ponovno premješten na Zapadno bojište gdje korpus drži položaje kod Arrasa. U travnju sudjeluje u Bitci na Lysi gdje XXXX. pričuvni korpus drži položaje na desnom krilu 6. armije u čijem se sastavu nalazi. U kolovozu 1918. Litzmann je na vlastiti zahtjev umirovljen, te ga je na mjestu zapovjednika XXXX. pričuvnog korpusa zamijenio Paul Grünert. Pred kraja rata, u studenom 1918., car Wilhelm je od Litzmanna zatražio da preuzme zapovjedništvo nad jednicama carske vojske koje su smještene u Berlinu. Međutim, Litzmann nije mogao preuzeti zapovjedništvo jer je car abdicirao, te mu bilo kakve jedince nisu stavljene na raspolaganje.

## Poslije rata
Nakon završetka rata, Litzmann je bio protivnik potpisivanja Versailleskog mirovnog sporazuma i novoustrojene Weimarske Republike. Podržavao je desnicu, te je u svojim memoarima objavljenim 1927. kritizirao je parlamentarno uređenje koje je smatrao da je neuspješno, te je smatrao da je Njemačkoj potreban novi snažni vođa izvući državu iz krize i obnoviti monarhiju. Godine 1929. pristupa nacističkoj stranci, te kao istaknuti general iz Prvog svjetskog rata promiče njezine ideje. Godine 1932. izabran je u Pruski parlament (Preussischen Landtag) u kojem kao najstariji zastupnik otvara zasjedanje. Dužnost člana pruskog parlamenta obnaša do njegovog raspuštanja u listopadu 1933. godine.
Na izborima održanim u studenom 1932. izabran je u Reichstag čije zasjedanje također otvara kao najstariji izabrani zastupnik. U Reichstag je izabran i na izborima koji su održani u ožujku 1933., te ponovno na izborima koji su održani u studenom te iste 1933. godine. Članom Reichstaga bio je sve do svoje smrti. Od srpnja 1933. član je i Pruskog državnog vijeća, gornjeg doma pruskog parlamenta, u koji ga je imenovao Hermann Göring.
Karl Litzmann preminuo je 28. svibnja 1936. godine u 87. godini života u Neuglobsowu. Nakon njemačkog zauzimanja Poljske u Drugom svjetskom ratu, Litzmannu u čast grad Lodz je preimenovan u Litzmannstadt, a grad Brzeziny u Löwenstadt (Lavlji grad). Nakon završetka rata i oslobođenja Poljske gradovima su vraćena stara imena. Litzmann je bio i počasni građanin grada Neuruppina, a njegovo ime nosila je i jedna gimnazija u Berlinu.

## Vanjske poveznice
- (eng.) Karl Litzmann na stranici Prussianmachine.com
- (njem.) Karl Litzmann na stranici Deutschland14-18.de
- (njem.) Karl Litzmann na stranici Lexikon-erster-weltkrieg.de
- Arhivirana inačica izvorne stranice od 26. prosinca 2016. (Wayback Machine)
- (njem.) Karl Litzmann na stranici Personenlexikon.net